# Cupa României 1995-1996
Ediția 1995-1996 a fost a 58-a ediție a Cupei României la fotbal. A fost câștigată de Steaua București, care a învins-o în finală pe Gloria Bistrița.

## Desfășurare
Toate meciurile de după faza șaisprezecimilor, exceptând finala (care a avut loc în București), s-au jucat pe teren neutru. În șaisprezecimi au participat 32 de echipe, din care făceau parte și cele din Divizia A. Dacă după 90 de minute scorul era egal se jucau două reprize de prelungiri a câte 15 minute. Dacă după prelungiri scorul era tot egal, soarta calificării se decidea la loviturile de departajare.

## Șaisprezecimi
| Data              | Echipă gazdă             |   | Echipă oaspete     | Rezultat   |
| ----------------- | ------------------------ | - | ------------------ | ---------- |
| 16 decembrie 1995 | Petrolistul Boldești     | – | Steaua București   | 0:3        |
|                   | FC Brașov                | – | Farul              | 0:1        |
|                   | Tractorul Brașov         | – | Inter Sibiu        | 1:2        |
|                   | Danubiana București      | – | Poli Timișoara     | 5:1        |
|                   | Dunărea Călărași         | – | FC Național        | 1:3        |
|                   | Gloria IRIS Cornești     | – | Gloria Bistrița    | 0:1        |
|                   | Petrolul Drăgășani       | – | Oțelul Galați      | 1:3        |
|                   | Foresta Fălticeni        | – | Rapid București    | 5:3 (pen.) |
|                   | Gaz Metan                | – | Ceahlăul           | 4:3 (d.p.) |
|                   | Petrolul Ploiești        | – | Universitatea Cluj | 4:1        |
|                   | CSM Reșița               | – | Dinamo București   | 0:1        |
|                   | Petrolul Stoina          | – | AS Bacău           | 6:5 (pen.) |
|                   | CFR Timișoara            | – | Sportul Studențesc | 2:3        |
|                   | ASA Tîrgu Mureș          | – | Politehnica Iași   | 2:0        |
|                   | Sportul Municipal Vaslui | – | Argeș Pitești      | 1:3        |
|                   | FC Armătura Zalău        | – | FCU Craiova        | 5:3 (pen.) |

## Optimi
| Data              | Oraș        | Echipă gazdă      |   | Echipă oaspete      | Rezultat |
| ----------------- | ----------- | ----------------- | - | ------------------- | -------- |
| 20 decembrie 1995 | Brăila      | Petrolul Ploiești | – | Foresta Fălticeni   | 2:1      |
|                   | Brașov      | Dinamo București  | – | Gaz Metan           | 1:0      |
|                   | Brașov      | FC Național       | – | ASA Tîrgu Mureș     | 2:0      |
|                   | București   | Farul             | – | Oțelul Galați       | 1:0      |
|                   | Dej         | Gloria Bistrița   | – | FC Armătura Zalău   | 3:1      |
|                   | Pitești     | Steaua București  | – | Petrolul Stoina     | 3:0      |
|                   | Târgoviște  | Argeș Pitești     | – | Danubiana București | 1:0      |
|                   | Târgu Mureș | Inter Sibiu       | – | Sportul Studențesc  | 2:0      |

## Sferturi
| Data           | Oraș           | Echipă gazdă     |   | Echipă oaspete    | Rezultat   |
| -------------- | -------------- | ---------------- | - | ----------------- | ---------- |
| 13 martie 1996 | Brașov         | Gloria Bistrița  | – | Farul             | 2:1        |
|                | București      | Steaua București | – | Dinamo București  | 1:0        |
|                | Pitești        | FC Național      | – | Petrolul Ploiești | 3:1 (pen.) |
|                | Râmnicu Vâlcea | Inter Sibiu      | – | Argeș Pitești     | 4:3 (pen.) |

## Semifinale
| Data           | Oraș    | Echipă gazdă     |   | Echipă oaspete | Rezultat |
| -------------- | ------- | ---------------- | - | -------------- | -------- |
| 3 aprilie 1996 | Brașov  | Gloria Bistrița  | – | FC Național    | 2:0      |
|                | Pitești | Steaua București | – | Inter Sibiu    | 4:1      |

## Finala
| 28 aprilie 1996 18:00 | Steaua București                                           | 3 – 1 | Gloria Bistrița | Stadionul Național, București Spectatori: 25.000 Arbitru: Adrian Porumboiu (Vaslui) |
| 28 aprilie 1996 18:00 | 59' Sabin Ilie 77' Bogdan Vișan Bucur 89' Constantin Gâlcă |       | Ioan Miszti 44' | Stadionul Național, București Spectatori: 25.000 Arbitru: Adrian Porumboiu (Vaslui) |

| STEAUA BUCUREȘTI: |                    |         |
|                   |                    |         |
| P                 | Bogdan Stelea      |         |
| F                 | Tiberiu Csik       | 52'     |
| F                 | Daniel Prodan      |         |
| F                 | Anton Doboș        |         |
| F                 | Ionel Pârvu        |         |
| M                 | Iulian Filipescu   |         |
| M                 | Constantin Gâlcă   |         |
| M                 | Narcis Răducan     | 70'     |
| M                 | Laurențiu Roșu     | 56'     |
| A                 | Marius Lăcătuș     | (c)     |
| A                 | Ion Vlădoiu        |         |
| Înlocuiri:        |                    |         |
| A                 | Sabin Ilie         | 52' 67' |
| M                 | Roland Nagy        | 56'     |
| M                 | Bogdan Vișan Bucur | 70'     |
| Antrenor:         |                    |         |
| Dumitru Dumitriu  |                    |         |

| GLORIA BISTRIȚA:         |                 |         |
|                          |                 |         |
| P                        | Costel Câmpeanu |         |
| F                        | Ioan Miszti     |         |
| F                        | Gabriel Cristea |         |
| F                        | Simion Mironaș  |         |
| F                        | Valer Săsărman  | 79'     |
| M                        | Emil Dancuș     |         |
| M                        | Eugen Voica     | 59'     |
| M                        | Dorel Purdea    |         |
| M                        | Daniel Iftodi   | 81'     |
| A                        | Ilie Lazăr      |         |
| A                        | Dănuț Matei     |         |
| Înlocuiri:               |                 |         |
| M                        | Marian Năstase  | 59' 75' |
| F                        | Dumitru Halostă | 79'     |
| M                        | Marius Raduță   | 81'     |
| Antrenori:               |                 |         |
| Remus Vlad și Ion Balaur |                 |         |